# Argyrolobium crinitum
Argyrolobium crinitum är en ärtväxtart som beskrevs av Wilhelm Gerhard Walpers. Argyrolobium crinitum ingår i släktet Argyrolobium och familjen ärtväxter. Inga underarter finns listade i Catalogue of Life.